# 西宮市立真砂中学校
西宮市立真砂中学校（にしのみやしりつ まさごちゅうがっこう）は、兵庫県西宮市今津真砂町にある公立中学校。

## 沿革
- 1983年（昭和58年）4月1日 - 西宮市立真砂中学校創立。

## 部活動

### 運動部
- 野球部
- バスケットボール部
- バレーボール部
- 卓球部
- ソフトテニス部
- 陸上競技部
- 剣道部
- サッカー部

### 文化部
- 吹奏楽部
- 美術部
- 理科部

## 校区
- 西宮市立今津小学校の校区の一部。
- 西宮市立用海小学校の校区の一部。
- 西宮市立南甲子園小学校の校区の一部。

## 著名な出身者
- 坂本直子（元陸上選手） - アテネ五輪日本代表
- 舘山聖奈（関西テレビアナウンサー）

## 制服
- 男子　
  - 冬服はブレザー、カッターシャツ、スラックスである。
  - 夏服はカッターシャツ、スラックスである。
- 女子　
  - 冬服はブレザー、ブラウス、吊りスカートである。
  - 夏服はブラウス、吊りスカートである。

## 通学区域が隣接している学校
- 西宮市立総合教育センター付属西宮浜義務教育学校 （海を挟んで隣接。）
- 西宮市立浜脇中学校
- 西宮市立今津中学校
- 西宮市立鳴尾中学校
- 西宮市立浜甲子園中学校 （海を挟んで隣接。）
- 西宮市立高須中学校 （海を挟んで隣接。）